# 伊達宗規 (岩谷堂伊達家)
伊達 宗規（だて むねのり）は、江戸時代前期の武士。陸奥国仙台藩一門第二席・岩谷堂伊達家3代当主。

## 生涯
寛永21年（1644年）、仙台藩2代藩主・伊達忠宗の七男として生まれる。母は側室三田村氏で、同母兄に田村宗良がいる。
正保4年（1647年）5月、一門の陸奥栗原郡清水邑主・伊達国隆の婿養子となる。慶安元年（1648年）9月、養父・国隆の死去により家督と知行1200石を相続する。幼いため引き続き仙台城中で養育された。承応2年（1653年）230石の加増を受ける。翌承応3年（1654年）2月、父・忠宗の加冠で元服、一文字拝領して宗規と名乗る。万治2年（1659年）、兄で仙台藩3代藩主となった綱宗より江刺郡岩谷堂に加増転封され、知行3000石となる。これ以降、代々岩谷堂を本拠としたため岩谷堂伊達家と称される。天和3年（1683年）新田を賜り知行4230石となる。
貞享2年（1685年）2月10日、死去。享年42。家督は嫡男・藤徳（村隆）が相続した。